# مات كيلي
مات كيلي (بالإنجليزية: Matt Kelley)‏ هو محرر أمريكي، ولد في 1978.